# お局さまはハイミス管理職
『お局さまはハイミス管理職』（おつぼねさまはハイミスかんりしょく）は、1989年から1990年までTBS系「月曜ドラマスペシャル」で放送されたテレビドラマシリーズ。全2回。主演は泉ピン子。

## キャスト

### 主要人物
矢吹夏子〈41〉
演 - 泉ピン子
ユニオン商事の秘書。別名・お夏の局。

### ゲスト
第1作
- 嶋大輔、田島令子、秋野太作、野村真美、芳本美代子、清水ひとみ、松浦佐知子、田山涼成、石井愃一、庄司永建、林昭夫、田村元治、廣田高志、中江友香、村上遙、甲斐美恵、杉山由紀、飯野真由美、橋本千佳子

第2作
- 五十嵐いづみ、長塚京三、香川照之、向井亜紀、生稲晃子、松本留美、及川ヒロオ、布勢真穂、小森琴世、石井愃一、庄司永建、出光元、三谷昇、加藤治、須永慶、實原邦之、田中健三、岡崎展久、加藤久仁郎、神野桃、一瀬千絵、坂口順子、田中光子、森川ますみ

## スタッフ
- ナレーション - 岸田今日子（第1作）
- 原作 - 羽生さくる『お局さまのリングは中指』（第1作）
- 脚本 - 大石静（第1作）、大平昌秀（第2作）
- プロデューサー - 北崎たか子、内野建、片島謙二
- 演出 - 太田雅晴
- 企画 - 工藤英博、樋口祐三
- 選曲 - 鈴木晴夫
- 制作 - TBS、PDS

## 放送日程
| 話数 | 放送日         | 脚本     |
| ---- | -------------- | -------- |
| 1    | 1989年12月25日 | 大石静   |
| 2    | 1990年5月28日  | 大平昌秀 |